# Ferdinand Hanuš Herink
Ferdinand Hanuš Herink, křtěný František Václav (30. května 1889 Smečno – 30. prosince 1955 Přerov), byl český malíř, krajinář, grafik a výtvarný kritik.

## Život
Narodil se ve Smečně v rodině hraběcího kancelisty Karla Herinka a jeho ženy Anny roz. Stříbrné. Ferdinand měl ještě tři sourozence, staršího bratra Jana *1886, Václava *1887, který však záhy zemřel a mladší sestru Marii *1892. Mládí strávil ve Smečně, kde absolvoval obecnou školu a během dalšího vzdělávání mu prof. Alois Bouda doporučil, aby studoval malířství na akademii. Odešel tedy do Prahy, kde zprvu studoval na soukromé malířské škole Aloise Kalvody a v některých dokumentech se píše, že studoval i na pražské malířské akademii u prof. H. Schwaigra.
Následně odešel do Vídně, kde studoval na malířské akademii a zároveň ilustroval různé časopisy. Po několika letech se vrátil do vlasti, konkrétně do Prahy. Zde pokračoval v ilustrování převážně pro nakladatelství B. Kočího, například do časopisů „Švanda dudák“, „Šotek“, „Lucerna“, „Kopřivy“, Světozor a dalších.
V letech 1921–1922 pobýval v Petrkově a následně odešel na Moravu do Brodku u Přerova a později na Hanou. V roce 1927 se přestěhoval do Moravské Ostravi .Zde se stal členem Moravskoslezského sdružení výtvarných umělců, pravidelně vystavoval svá díla a rovněž působil jako výtvarný kritik a kulturní organizátor. Jeho kritiky vycházely například v Moravskoslezském deníku, Českém slově, Volných směrech a Národních listech.
Ferdinand Hanuš Herink zemřel v Přerově na sklonku měsíce prosince roku 1955.
Malířovi poslední díla byly z Beskyd, Slezska a zvláště z Hlučínska. Byl rovněž propagátorem a organizátorem hodnotných výstav moderního umění ve Slezsku. Ferdinand Hanuš Herink byl členem Moravskoslezského svazu výtvarných umělců, Svazu výtvarných umělců a spolku Mánes.

## Dílo (výběr)
- Za humny ve žních
- Opuštěný lom
- Podmrak ve žních
- Tání
- Jarní orání
- Česká krajina
- Podzim
- Podzim na Hlučínsku
- Lom
- Slezská krajina
- Letní den
- Zima
- Horký den[9]
- Tání na Horní Bečvě[10]

## Výstavy

### Autorské
- 1921 Souborná výstava v pražském Rudolfinu
- 1939 Souborná výstava krajináře F. Hanuše Hérinka, Dům umění, Ostrava

### Kolektivní
- 1919 Výstava českých výtvarných umělců ve Slaném, Občanská záložna, Slaný
- 1931 Výstava obrazů akademických malířů Hanuše Hérinka, Alex. Dobrinova, Dům umění, Ostrava
- 1939 Národ svým výtvarným umělcům, Dům umění, Ostrava
- 1988 Pražská nároží 1890 - 1940, Uměleckoprůmyslové museum, Praha
- 1994/1995 Vše pro dítě ze sbírek Uměleckoprůmyslového muzea v Praze, Uměleckoprůmyslové museum, Praha
- 2017 Obrazy moravských a slezských spořitelen, Galerie České spořitelny, Praha
- 2018/2019 Černá země? Mýtus a realita 1918 - 1938, Dům umění, Ostrava

Další výstavy se uskutečnily v Opavě 1923 a v Prostějově 1926.

## Galerie

První jarní den (olej na plátně)
Krajina s rybníčkem (olej na kartonu) 1920
Venkovské stavení (olej na kartonu) 1938
Chalupa v krajině (olej na kartonu)
Stromy u vody (olej na kartonu) 1936
Vrby, (perokresba) datace: 1954
Zimní nálada u strouhy lemované vrbami (lavírovaná kresba tuší, akvarel, kvaš, tempera) 1950
Pohled z Bretaně (olej na dřevěné desce) 1925
Vysoké nebe (olej na kartonu)
Jarní orání - Slezská krajina (olej na kartonu) 1937